# Улица Ретке
Улица Ре́тке, также  Ре́тке-те́э(эст. Retke tee) — улица в городе Таллине, столице Эстонии.

## География
Пролегает через городские районы Кристийне и Мустамяэ. В Кристийне проходит через микрорайон Ярве, в Мустамяэ — через микрорайон Мустамяэ. Начинается от улицы Тервизе, заканчиваетсяч на перекрёстке c улицей Таммсааре, переходя в улицу Нымме.
Протяжённость — 955 м.

## История
Своё название улица получила 4 сентября 1970 года. Недалеко от улицы находятся парк Лепистику и лесопарк Сютисте. 

## Общественный транспорт
По улице курсируют городские автобусы маршрутов № 61 и 67.

## Застройка
Застроена в основном 5-этажными панельными жилыми домами, возведёнными в 1970—1971 годах (серии 111-121). С правой стороны улицы находятся подземные гаражи.

## Учреждения и предприятия
- Retke tee 1 — Таллинская скорая помощь[7];
- Retke tee 1 — Музей Таллинской скорой помощи[8];

Улица Ретке
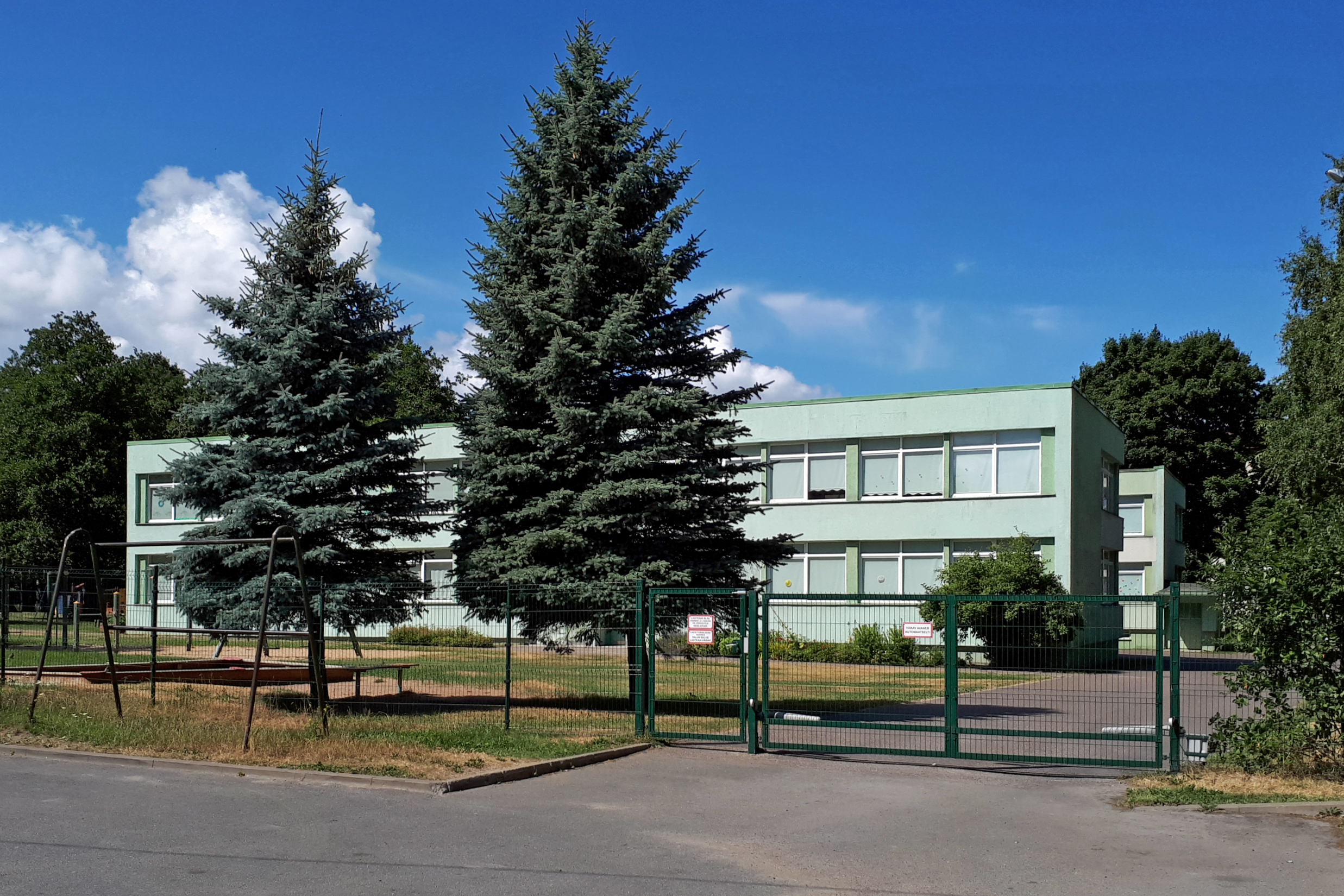
Детсад Лепистику
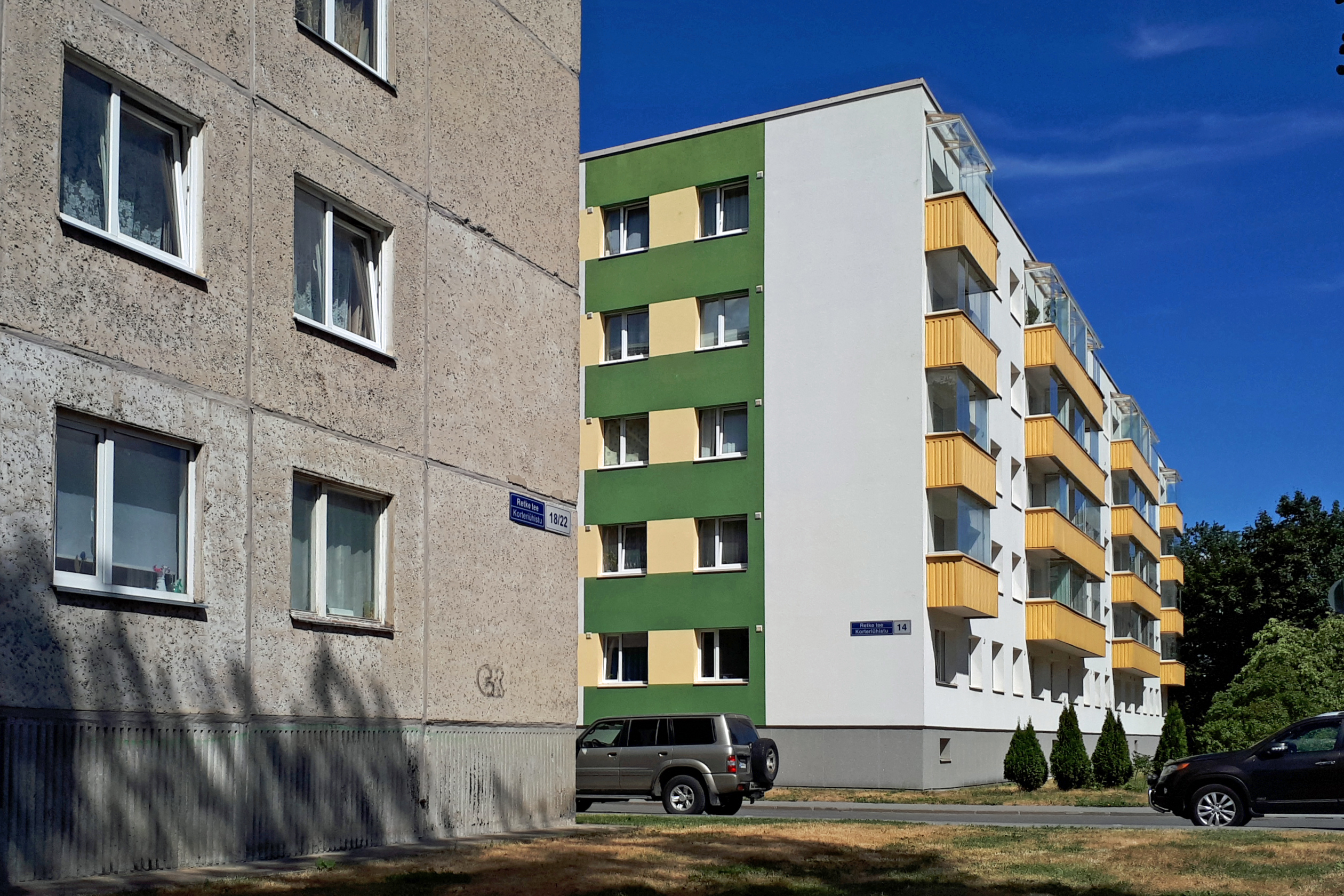
Пятиэтажные жилые дома
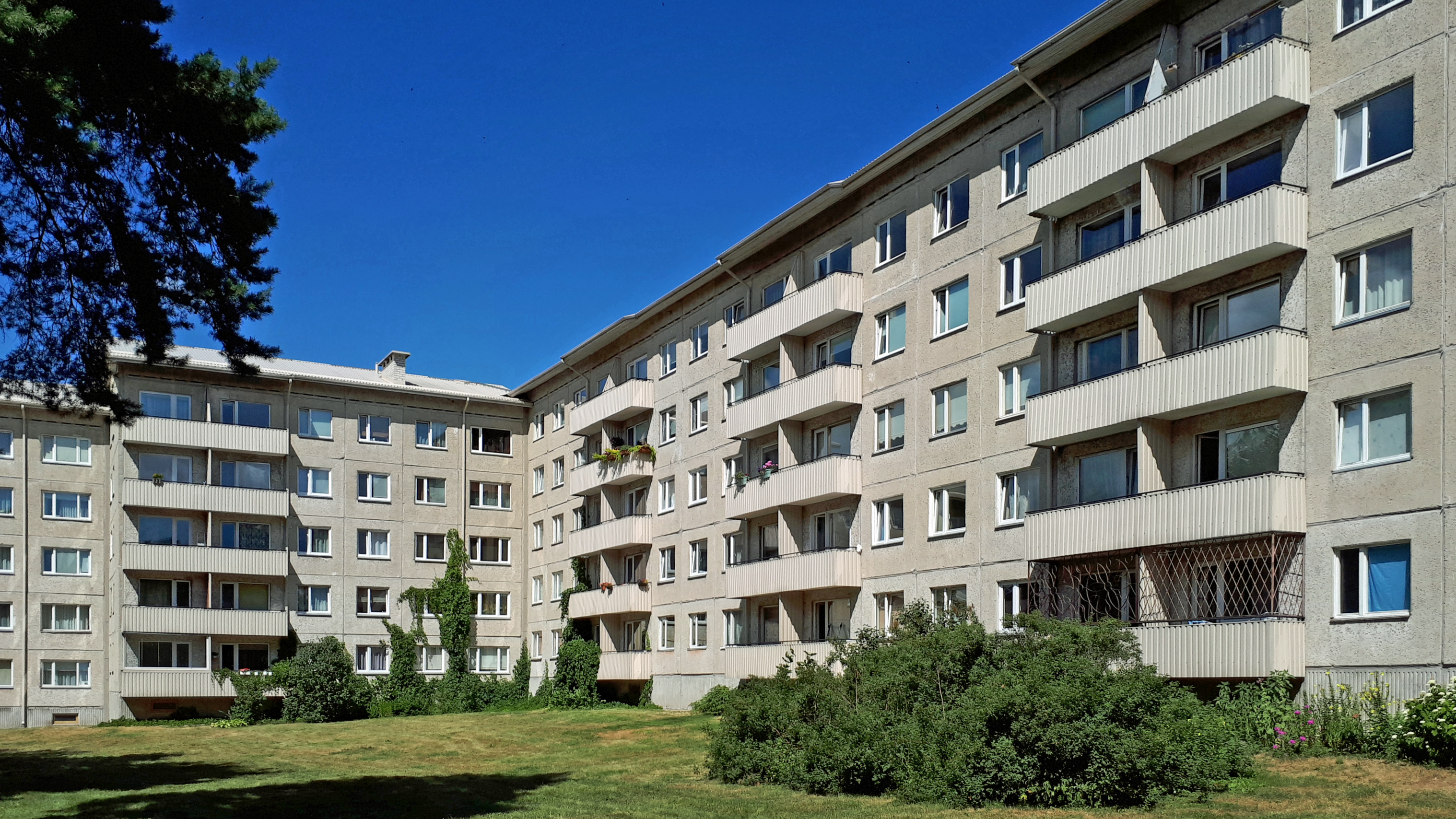
Дворовая территория между жилыми домами
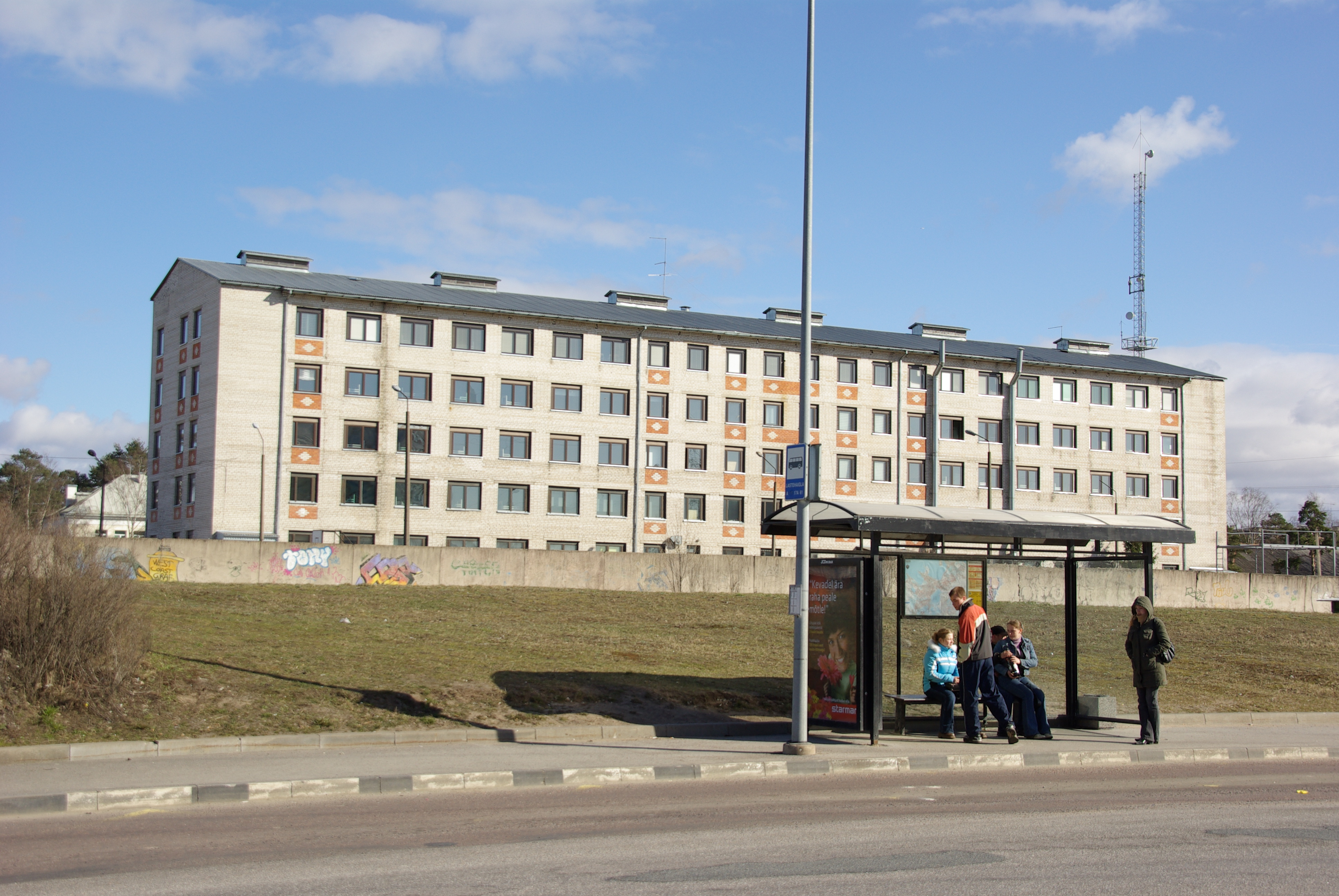
Остановка «Lastehaigla», вид на Тондиские казармы, 2007 год